# Енциклопедија Животна средина и одрживи развој: књига тачних одговора
Енциклопедија Животна средина и одрживи развој: књига тачних одговора је књига из области екологије намењена деци, групе аутора Бранке Стевановић ... и др. објављена 2003. године у издању издавачких кућа Ecolibri из Београда и Завода за уџбенике и наставна средства из Српског Сарајева.

## Аутори
Аутори књиге су Бранка Стевановић, Лука Кнежевић, Слободан Чикарић, Гордана Илић-Попов, Гордан Караман, Бранислав Недовић, Драгољуб Тодић, Вид Вукасовић, Миодраг Вујошевић, Божидар Стојановић, Слободан Тошовић, Бранислав Божовић, Душан Мијовић, Јован Ангелус, Милутин Пантовић и Ђорђе Стефановић.
фотографије и карте су дело Владимира Стевановића, Небојша Протић,... и др.

## О књизи
Већ дуже времена у српској издавачкој продукцији постоји наглашена образовна потреба за књигом која би целовито и свеобухватно осветлитлила све аспекте животне средине и концепта одрживог развоја. Књига Енциклопедија Животна средина и одрживи развој: књига тачних одговора даје одговоре, објашњења, чињенице на тему животне средине.